# Vercoiran
 Vercoiran  là một xã thuộc tỉnh Drôme trong vùng Auvergne-Rhône-Alpes đông nam nước Pháp. Xã Vercoiran nằm ở khu vực có độ cao trung bình 681 mét trên mực nước biển.